# Rodrigo Javier Noya
Rodrigo Javier Noya García (sinh ngày 31 tháng 1 năm 1990) là một cầu thủ bóng đá người México hiện tại thi đấu cho Alebrijes de Oaxaca theo dạng cho mượn từ Veracruz.

## Danh hiệu
Veracruz
- Copa MX: Clausura 2016

Oaxaca
- Ascenso MX: Apertura 2017